# Lambrini Girls
Lambrini Girls ist eine englische Punk-Band aus Brighton.

## Geschichte
Die Band wurde im Jahre 2019 gegründet und bestand ursprünglich aus der Sängerin Flora Kimberly, der Gitarristin Phoebe Lunny, der Bassistin Lilly Macieira und der Schlagzeugerin Catt Jack. Im Mai 2019 hatte die Band ihren ersten Auftritt. Die Band benannte sich nach einem Wein. Im Oktober 2020 verließ die Sängerin Flora Kimberly die Band, während Phoebe Lunny den Gesang übernahm. Kurze Zeit später übernahm Lilly Macieira-Boşgelmez den Posten der Bassistin. Nach einigen Singles erschien am 19. Mai 2023 die Debüt-EP You’re Welcome. Anschließend verließ die Schlagzeugerin Catt Jack die Band und wurde durch die Livemusikerin Demelza Mather ersetzt. 
Im Sommer 2024 spielte die Band auf dem Glastonbury Festival, den Reading and Leeds Festivals sowie im Vorprogramm von Amyl and the Sniffers in Nordamerika. Im November 2024 eröffnete die Band zwei Konzerte des Headliners Idles im Londoner Alexandra Palace. Darüber hinaus nahm die Band mit dem Produzenten Daniel Fox ihr Debütalbum Who Let the Dogs Out auf, welches am 10. Januar 2025 auf dem Plattenlabel City Slang erschien und auf Platz 16 der britischen Albumcharts einstieg. Die Band wurde bei den Heavy Music Awards 2025 in der Kategorie Best UK Breakthrough Artist nominiert.

## Stil
Die Lambrini Girls spielen Punk und werden der Riot-Grrrl-Bewegung zugeordnet. Jonas Silbermann-Schön vom deutschen Magazin Visions ordnete die erste EP im Post-Punk und Noise-Rock ein und nannte Bands wie Bikini Kill und Savages als Vergleich. Seine Kollegin Christina Mohr verglich das Debütalbum mit Gruppen wie Amyl and the Sniffers, Dream Wife und War on Women. Emma Wilkes vom britischen Magazin Kerrang empfahl das Debütalbum für Fans von Amyl and the Sniffers, Petrol Girls und Clt Drp. In ihren Texten setzten sich die Musikerinnen für die Rechte von Frauen und queeren Menschen ein und prangern gesellschaftliche und globale Missstände an.

## Diskografie
Album

| Jahr | Titel Musiklabel                | Höchstplatzierung, Gesamtwochen, AuszeichnungChartsChartplatzierungen (Jahr, Titel, Musiklabel, Platzierungen, Wochen, Auszeichnungen, Anmerkungen) | Anmerkungen                           |
| Jahr | Titel Musiklabel                | UK | Anmerkungen                           |
| ---- | ------------------------------- | --- | ------------------------------------- |
| 2025 | Who Let the Dogs Out City Slang | UK16 (1 Wo.)UK | Erstveröffentlichung: 10. Januar 2025 |

EPs
- 2023: You’re Welcome

Musikvideos
- 2023: White Van
- 2023: Boys in the Band
- 2024: God’s Country
- 2024: Company Culture
- 2024: Love
- 2025: Cuntology 101

## Musikpreise
| Jahr | Kategorie                   | für            | Resultat   |
| ---- | --------------------------- | -------------- | ---------- |
| 2025 | Best UK Breakthrough Artist | Lambrini Girls | Ausstehend |